# Ľubomír Jahnátek
Ľubomír Jahnátek (* 16. září 1954, Nitra, Československo) je slovenský vysokoškolský pedagog a politik. V letech 2006 až 2010 byl ministrem hospodářství, v letech 2012 až 2016 působil ve funkci ministra zemědělství a rozvoje venkova Slovenské republiky. Je členem strany SMER-SD.
Od roku 2017 je předsedou Úřadu pro regulaci síťových odvětví (ÚRSO) s funkčním obdobím do roku 2023.

## Život
V roce 1978 ukončil vysokoškolská studia na Slovenské vysoké škole technické v Bratislavě. Následně pracoval do roku 1992 ve Výzkumném ústavu zpracování a aplikace plastických látek. Od roku 1992 až do roku 2005 zaujímal funkci generálního ředitele a výrobně-technického náměstka ve firmě Plastika Nitra. Působil též jako ředitel pro strategii v Duslu Šaľa.
Ve Ficově první vládě zastával v období od 8. července 2006 do 8. července 2010 funkci ministra hospodářství. V jeho druhé vládě působí od 4. dubna 2012 ve funkci ministra zemědělství a rozvoje venkova.
V současnosti[kdy?] působí na Materiálovotechnologické fakultě Slovenské technické univerzity sídlící v Trnavě.